# Ломбро (Бреша)
Ломбро је насеље у Италији у округу Бреша, региону Ломбардија.
Према процени из 2011. у насељу је живело 150 становника. Насеље се налази на надморској висини од 889 м.